# Liste der Monuments historiques in Grez-sur-Loing
Die Liste der Monuments historiques in Grez-sur-Loing führt die Monuments historiques in der französischen Gemeinde Grez-sur-Loing auf.

## Liste der Bauwerke
| Bezeichnung                  | Beschreibung | Standort                | Kennzeichnung | Schutzstatus | Datum | Bild           |
| ---------------------------- | ------------ | ----------------------- | ------------- | ------------ | ----- | -------------- |
| Gewölbekeller eines Hauses   |              | Impasse du Loing (Lage) | PA00087019    | Inscrit      | 1926  |                |
| Brücke über den Loing        |              | (Lage)                  | PA00087020    | Inscrit      | 1926  | weitere Bilder |
| Kirche Notre-Dame-St-Laurent |              | (Lage)                  | PA00087018    | Classé       | 1907  | weitere Bilder |
| Tour de Ganne                |              | (Lage)                  | PA00087017    | Classé       | 1907  | weitere Bilder |

## Liste der Objekte
Zum Verständnis siehe: Kirchenausstattung
- Monuments historiques (Objekte) in Grez-sur-Loing in der Base Palissy des französischen Kultusministeriums